# Hermann Wölk
Hermann Wölk (* 18. Dezember 1902 in Sportehnen; † unbekannt) war ein deutscher Landrat.

## Leben
Wölk war von Beruf Telegraphenarbeiter. Von 1925 bis 1927 gehörte er dem Stahlhelm und der DVFP an. Zum 1. Dezember 1927 trat er der NSDAP bei (Mitgliedsnummer 73.242). Er war Ortsgruppenleiter in Preußisch Holland und hatte viele Jahre die Funktion eines Kreisleiters in Bartenstein inne. Er wurde auch als Gauinspektor und 1939 vorübergehend als Kreisleiter im Kreis-Memel-Land eingesetzt. Ab 12. April 1934 bis 1943 war er Oberbürgermeister von Elbing.
Als Kreisdeputierter und Kreisleiter wurde Wölk am 3. Dezember 1940 zum kommissarischen Landrat des Landkreises Zichenau eingesetzt. Mit Wirkung vom 1. Januar 1942 übernahm er offiziell dieses Amt in Sichelberg. Er blieb bis Januar 1945 im Amt.